# Ліскув
Ліскув (пол. Lisków) — село в Польщі, у гміні Ліскув Каліського повіту Великопольського воєводства.
Населення — 1660 осіб (2011).
У 1975-1998 роках село належало до Каліського воєводства.

## Демографія
Демографічна структура станом на 31 березня 2011 року:
|          | Загалом | Допрацездатний вік | Працездатний вік | Постпрацездатний вік |
| -------- | ------- | ------------------ | ---------------- | -------------------- |
| Чоловіки | 792     | 157                | 532              | 103                  |
| Жінки    | 868     | 151                | 504              | 213                  |
| Разом    | 1660    | 308                | 1036             | 316                  |